# Droit d'accès (informatique)
 (novembre 2023).
La mise en forme du texte ne suit pas les recommandations de Wikipédia : il faut le « wikifier ».
Les points d'amélioration suivants sont les cas les plus fréquents. Le détail des points à revoir est peut-être précisé sur la page de discussion.
- Les titres sont pré-formatés par le logiciel. Ils ne sont ni en capitales, ni en gras.
- Le texte ne doit pas être écrit en capitales (les noms de famille non plus), ni en gras, ni en italique, ni en « petit »…
- Le gras n'est utilisé que pour surligner le titre de l'article dans l'introduction, une seule fois.
- L'italique est rarement utilisé : mots en langue étrangère, titres d'œuvres, noms de bateaux, etc.
- Les citations ne sont pas en italique mais en corps de texte normal. Elles sont entourées par des guillemets français : « et ».
- Les listes à puces sont à éviter, des paragraphes rédigés étant largement préférés. Les tableaux sont à réserver à la présentation de données structurées (résultats, etc.).
- Les appels de note de bas de page (petits chiffres en exposant, introduits par l'outil «  Source ») sont à placer entre la fin de phrase et le point final[comme ça].
- Les liens internes (vers d'autres articles de Wikipédia) sont à choisir avec parcimonie. Créez des liens vers des articles approfondissant le sujet. Les termes génériques sans rapport avec le sujet sont à éviter, ainsi que les répétitions de liens vers un même terme.
- Les liens externes sont à placer uniquement dans une section « Liens externes », à la fin de l'article. Ces liens sont à choisir avec parcimonie suivant les règles définies. Si un lien sert de source à l'article, son insertion dans le texte est à faire par les notes de bas de page.
- La présentation des références doit suivre les conventions bibliographiques. Il est recommandé d'utiliser les modèles {{Ouvrage}}, {{Chapitre}}, {{Article}}, {{Lien web}} et/ou {{Bibliographie}}. Le mode d'édition visuel peut mettre en forme automatiquement les références.
- Insérer une infobox (cadre d'informations à droite) n'est pas obligatoire pour parachever la mise en page.

Pour une aide détaillée, merci de consulter Aide:Wikification.
Si vous pensez que ces points ont été résolus, vous pouvez retirer ce bandeau et améliorer la mise en forme d'un autre article.
En informatique, le droit d'accès est, d'une façon générale, le droit nécessaire à un utilisateur pour l'accès à des  ressources : ordinateur, données, imprimante, etc.
Selon le contexte, le droit d'accès peut s'entendre au sens de l'organisation des accès au système d'information, au sens de la sécurité des systèmes d'information, ou bien au sens juridique.

## Organisationinformatique
Dans le système d'information d'une entreprise, à chaque fichier est associée une liste de permissions, qui déterminent les différentes actions qu'on peut effectuer sur le fichier.

## Sécurité des systèmes d'information
Accès aux documents par les métadonnées
Les droits d'accès sont des métadonnées dans la norme proposée par le Dublin Core.
Systèmes UNIX
Les droits d'accès sont des métadonnées particulières qui décrivent les droits en lecture, écriture et exécution selon l'utilisateur, le groupe, ou les autres ; ils sont stockés dans les inodes. Voir l'article plus complet sur les permissions Unix.
Internet
Des droits d'accès peuvent être accordés à une entreprise ou une administration par un fournisseur d'accès. Ces droits d'accès correspondent à un profil de protection déterminé. Le fournisseur d'accès doit être agréé par un organisme certifié.
L'enjeu est ici la protection du patrimoine informationnel. Il peut être couplé avec l'objectif de satisfaire les exigences des assurances, sur un plan juridique.

## Sens juridique

### Protection des données personnelles
En droit français, le droit d'accès fait souvent référence au droit qu'a un individu d'accéder aux données personnelles le concernant, dans quelque organisme que ce soit.

### Exigences des assurances
Le droit anglo-saxon (common law) est beaucoup plus exigeant sur les droits d'accès. On demande en effet aux entreprises américaines de fournir des informations en vue d'obtenir des profils de protection en fonction de critères communs. Elles obtiennent alors un droit d'accès. Il s'agit là de satisfaire aux exigences des assurances, et en même temps de protéger le patrimoine informationnel.
Ce processus existe aussi en France, mais il n'est pas aussi exigeant sur le plan juridique. La législation prévoit des sanctions seulement dans le cas où l'usage d'une information enfreindrait une loi. La législation intervient donc davantage au niveau de la sanction, et beaucoup moins en anticipation d'un risque d'usage illicite.

### Rapport avec la protection dupatrimoine informationnel
En droit français, les rapports entre la propriété intellectuelle et les droits d'accès est plus complexe. Une partie de la législation sur la propriété intellectuelle (dessins et modèles) n'est pas encore harmonisée dans l'Union européenne, en raison de différences sur les droits d'auteur entre les pays européens. Cela peut concerner les licences de logiciels, surtout les logiciels libres.
En 2008, le droit américain est beaucoup plus efficace sur le plan de la protection du patrimoine informationnel.